# Deutsche Cochlea Implantat Gesellschaft
Die Deutsche Cochlea Implantat Gesellschaft e. V. (DCIG) ist ein Bundesverband zur Vertretung der Interessen von schwerhörigen und tauben Menschen, die mit Hörgeräten, vor allem aber auch mit einem Cochlea-Implantat (CI) versorgt sind. Die DCIG ist als gemeinnütziger Verein anerkannt und beim Amtsgericht Hannover registriert, die Geschäftsstelle sitzt in Freiburg.

## Geschichte
In Gemeinschaftsarbeit von Betroffenen, Ärzten, Technikern und Pädagogen wurde der Verein im Dezember 1987 gegründet. Der Tätigkeitsbereich erstreckt sich auf den gesamten deutschsprachigen Raum. Der gemeinnützige Verein ist seit 1998 ein Bundesverband. Erster Geschäftsführer war Ernst Lehnhardt, der 1984 die CI-Implantation in Deutschland einführte und als erster Hals-Nasen-Ohren-Arzt weltweit ein taub geborenes Kind mit Cochlea-Implantaten versorgte.

## Aufgaben
Zu den Aufgaben des Vereins zählt die Unterstützung von Hörgeschädigten, die politische Arbeit zum Wohle der Menschen mit Hörbehinderung, die Beratung und Information von schwerhörigen, an Taubheit grenzend schwerhörigen oder ertaubten Menschen vor und nach der Versorgung mit Cochlea-Implantaten (CI), die Öffentlichkeitsarbeit, die Förderung der CI-Selbsthilfe in Deutschland, die Förderung von CI-versorgten Kindern und Jugendlichen sowie die Sicherstellung der Langzeitnachsorge aller CI-Träger. Der Deutschen Cochlear Implantat Gesellschaft angegliedert sind acht Regionalverbände mit über 130 Selbsthilfegruppen in ganz Deutschland. Die DCIG ist zudem Herausgeberin der Fachzeitschrift Schnecke – Leben mit Cochlear Implantat und Hörgerät.
Seit 2005 initiiert der Verein jährlich den Deutschen CI-Tag. Ziel des CI-Tages ist es, mit verschiedenen Professionen rund um die CI-Versorgung in einen „Dialog auf Augenhöhe“ zu kommen.
Der Verein ist Mitglied der:
- Bundesarbeitsgemeinschaft Selbsthilfe von Menschen mit Behinderung und chronischer Erkrankung und ihren Angehörigen e. V.
- Deutschen Gesellschaft der Hörgeschädigten – Selbsthilfe und Fachverbände e. V.
- Deutschen Gesellschaft für Audiologie e. V.
- European Association of Cochlear Implant Users A.S.B.L.[9]

## Präsidium und Geschäftsstelle
- Roland Zeh (Präsident)
- Sonja Ohligmacher (Vizepräsidentin)
- Oliver Hupka (Vizepräsident)
- Matthias Schulz (Vizepräsident)

Geschäftsführerin ist Ulrike Berger.